# بيلي سوتون
بيلي سوتون هو سياسي أمريكي، ولد في 16 مارس 1984 في بيرك في الولايات المتحدة. نشط حزبياً في الحزب الديمقراطي. وقد انتخب عضو مجلس ولاية داكوتا الجنوبية ‏ (3 يناير 2011 – 8 يناير 2019).